# 渚と早苗のおまえにレインボー
 渚と早苗のおまえにレインボー（なぎさ-さなえ-）とはTVアニメ『CLANNAD』のプロモーションのためのインターネットラジオ番組である。2007年10月5日から2008年10月3日まで音泉及びアニメイトTVで配信された。番組のテーマは「絆」である。パーソナリティは古河渚役の中原麻衣と古河早苗役の井上喜久子。

## おまえにレインボー

### 番組概要
配信サイトおよび配信日
- 音泉
2007年10月5日 - 2008年10月3日、毎週金曜日配信
最新の1回のみ視聴可能。ただし音泉組合では最新回を含む3回分を再配信していた。
- アニメイトTV
2007年10月5日 - 2008年10月3日、毎週金曜日配信
第1回から最新回まですべての回を視聴可能。現在は公開を終了している。
- バンダイチャンネル
2008年7月14日 - 2008年10月3日、毎週金曜日配信
最新の1回のみ視聴可能。
バンダイチャンネルでの配信初回は、PC向けWebラジオ無料ストリーミング放送を開始した日のため、この回のみ月曜日に配信されている。

パーソナリティ
中原麻衣（古河渚 役）、井上喜久子（古河早苗 役）
スポンサー
- 光坂高校演劇部（『CLANNAD』の製作委員会）
- タブリエ・コミュニケーションズ
- ブシロード（第44回まで。ただしCMは第47回まで配信）
- フロンティアワークス（第1,2回のみ）。

### サブタイトル
| 配信回 | 配信日         | サブタイトル                                           | 特記事項                                                                                    |
| ------ | -------------- | ------------------------------------------------------ | ------------------------------------------------------------------------------------------- |
| 第1回  | 2007年10月5日  | 時代はレインボーですから                               |                                                                                             |
| 第2回  | 2007年10月12日 | お姉ちゃんはグレーです!                                |                                                                                             |
| 第3回  | 2007年10月19日 | 先週までは茶番です。                                   |                                                                                             |
| 第4回  | 2007年10月26日 | 揺れ動く血液型と17才                                   |                                                                                             |
| 第5回  | 2007年11月2日  | 人はなぜ、悪代官となるのか                             |                                                                                             |
| 第6回  | 2007年11月9日  | 好きになるのはマ逆のにおい（らしい）                   |                                                                                             |
| 第7回  | 2007年11月16日 | 古河秋のパン祭り                                       | 古河パン祭り（センベイパン）                                                                |
| 第8回  | 2007年11月23日 | 宇宙と交信できる子です                                 |                                                                                             |
| 第9回  | 2007年11月30日 | 今年の目標を立てるのはまだ間に合う                     |                                                                                             |
| 第10回 | 2007年12月7日  | いつもより「CLANNAD」づいています（当社比：102%）      | 古河パン祭り（ヒトデパン）                                                                  |
| 第11回 | 2007年12月14日 | 着替えの洋服はコタツの中に入れておこう                 |                                                                                             |
| 第12回 | 2007年12月21日 | メリークリスマス!                                      |                                                                                             |
| 第13回 | 2007年12月28日 | おめでとうのメールは自己満足でOKなのだ                 | 中原と井上がお酒を飲みながら進行。                                                          |
| 第14回 | 2008年1月11日  | 全裸で自分撮影がダイエットのコツ                       |                                                                                             |
| 第15回 | 2008年1月18日  | パソコンは、やっぱり魔法のハコです                     |                                                                                             |
| 第16回 | 2008年1月25日  | 実は、孔明の罠だったのだ!                              |                                                                                             |
| 第17回 | 2008年2月1日   | おまえにレインボー・ブレード!                          | ゲスト：広橋涼（藤林杏 役）                                                                 |
| 第18回 | 2008年2月8日   | 私たちはまだ本気を出していない                         |                                                                                             |
| 第19回 | 2008年2月15日  | 監督に直訴だ! あれ…でも、何を直訴するんだっけ?         |                                                                                             |
| 第20回 | 2008年2月22日  | 永遠の17才まで、あと数年                               |                                                                                             |
| 第21回 | 2008年2月29日  | 満身創痍のパーソナリティ（とゲスト）たち               | ゲスト：榎本温子（宮沢有紀寧 役）                                                           |
| 第22回 | 2008年3月7日   | 中原パパはモテモテだったのだ                           |                                                                                             |
| 第23回 | 2008年3月14日  | 嫁入り前なんだからさ（汗）                             | ゲスト：神田朱未（藤林椋 役）                                                               |
| 第24回 | 2008年3月21日  | チョコバットのホームランは、当たりなのだ               |                                                                                             |
| 第25回 | 2008年3月28日  | もしもし。あっちゃんですか。お姉ちゃんです。           |                                                                                             |
| 第26回 | 2008年4月4日   | 新シリーズは「Z（ゼータ）CLANNAD」で、いいんじゃね     | ゲスト：中村悠一・阪口大助（岡崎朋也・春原陽平 役）による「朋也と陽平のおまえにレインボー」 |
| 第27回 | 2008年4月11日  | アホ毛のコンセプトは「和み」と「勇気」と「正義」！     |                                                                                             |
| 第28回 | 2008年4月18日  | 新メンバーになりたかったんだ、きっと（深層心理）       |                                                                                             |
| 第29回 | 2008年4月25日  | いいえ、ほんの微熱です                                 |                                                                                             |
| 第30回 | 2008年5月2日   | ボタン、各地（各番組）で目撃される                     |                                                                                             |
| 第31回 | 2008年5月9日   | 足すのではなくて、引くのよ。いや、というか引かないで   |                                                                                             |
| 第32回 | 2008年5月16日  | 実写版では友だちの誰かをやります                       |                                                                                             |
| 第33回 | 2008年5月23日  | やっぱり、ひとりでいいや（気が変わった）               |                                                                                             |
| 第34回 | 2008年5月30日  | プロポーズにも使えますから                             |                                                                                             |
| 第35回 | 2008年6月6日   | 6月に入りました。もうすぐクリスマスです。              | ゲスト：野中藍（伊吹風子 役）                                                               |
| 第36回 | 2008年6月13日  | 人生、生きていく上で大切なことでなければいいか         |                                                                                             |
| 第37回 | 2008年6月20日  | 17歳と1万日、そして伝説へ…                             |                                                                                             |
| 第38回 | 2008年6月27日  | 自分、バナナなんですいませーん（偉ぶらない姿勢が好き） |                                                                                             |
| 第39回 | 2008年7月4日   | 30歳過ぎるとウマイことを言いたくなるのだ               | ゲスト：広橋涼・神田朱未（藤林杏・藤林椋 役）による「杏と椋のおまえにレインボー」           |
| 第40回 | 2008年7月11日  | 入会時期は、無料サンプル取り寄せを意識したら           |                                                                                             |
| 第41回 | 2008年7月18日  | 小芝居から幕は上がり                                   |                                                                                             |
| 第42回 | 2008年7月25日  | ヒロインって、休めないんですよ                         |                                                                                             |
| 第43回 | 2008年8月1日   | マヨネーズ・バナナ・パンは青春の味                     | 古河夏のパン祭り（バナナパン）                                                              |
| 第44回 | 2008年8月8日   | もしかして声優！？→15分後電話                          |                                                                                             |
| 第45回 | 2008年8月15日  | 中原さんの秘密基地                                     |                                                                                             |
| 第46回 | 2008年8月22日  | 感動アニメや動物アニメに弱いタイプ                     |                                                                                             |
| 第47回 | 2008年8月29日  | 真逆の大画面を観ていました（笑）                       |                                                                                             |
| 第48回 | 2008年9月5日   | 私の笑ってる度数、今は70%くらい                        |                                                                                             |
| 第49回 | 2008年9月12日  | 100万円以上は、よくわからないや                        |                                                                                             |
| 第50回 | 2008年9月19日  | 智代と春原のお前にレインボー                           | ゲスト：桑島法子・阪口大助（坂上智代・春原陽平 役）による「智代と春原のお前にレインボー」   |
| 第51回 | 2008年9月26日  | 女性の忙しさは、ツメがどうなっているかで分かるのだ     |                                                                                             |
| 第52回 | 2008年10月3日  | ボタンのシャツは、ヤングの言葉で言うと「イケてる」のだ | 2008年9月27日収録の公開録音                                                                 |

## ハイパーレインボー
「おまえにレインボー」終了の翌週（2008年10月10日）から、パーソナリティに古河秋生役の置鮎龍太郎を加え、TVアニメ『CLANNAD 〜AFTER STORY〜』のプロモーション番組『渚と早苗と秋生のおまえにハイパーレインボー（なぎさ-さなえ-あきお-）』としてリニューアルされ、2009年4月10日まで配信された。

### 番組概要
配信サイトおよび配信日
- 音泉
2008年10月10日 - 2009年4月10日、毎週金曜日配信
最新の1回のみ視聴可能。ただし音泉組合では最新回を含む3回分を再配信している。
- アニメイトTV
2008年10月10日 - 2009年4月10日、毎週金曜日配信
全ての回を視聴可能。
- バンダイチャンネル
2008年10月10日 - 2009年4月10日、毎週金曜日配信
最新の1回のみ視聴可能。

パーソナリティ
中原麻衣（古河渚 役）、井上喜久子（古河早苗 役）、置鮎龍太郎（古河秋生 役）
スポンサー
- 光坂高校演劇部（『CLANNAD』の製作委員会）
- タブリエ・コミュニケーションズ

### サブタイトル
| 配信回 | 配信日         | サブタイトル                                                      | 特記事項                          |
| ------ | -------------- | ----------------------------------------------------------------- | --------------------------------- |
| 第1回  | 2008年10月10日 | 置鮎さんには、ときどき怒ってもらうということで(←お父さんだからね) | 2008年9月27日収録の公開録音       |
| 第2回  | 2008年10月17日 | せめて名前で呼び合いましょうか（←家族だからね）」                 |                                   |
| 第3回  | 2008年10月24日 | 「ハンカチ、ペン、水筒」は、忘れ物のベストスリーなのだ            |                                   |
| 第4回  | 2008年10月31日 | 17歳だけど、エレキバン（目立たないタイプ）を買いました            |                                   |
| 第5回  | 2008年11月7日  | 車はヘコんだけど、僕はヘコまない（by秋生お父さん）                |                                   |
| 第6回  | 2008年11月14日 | 「パンちくわ」より「ちくわパン」の方が、心が落ち着くのだ          |                                   |
| 第7回  | 2008年11月21日 | 中原さんは、後部座席に3人で乗ると、ドキっとするらしい             |                                   |
| 第8回  | 2008年11月28日 | 渚と早苗と有紀寧のおまえにハイパーレインボー                      | ゲスト：榎本温子（宮沢有紀寧 役） |
| 第9回  | 2008年12月5日  | これでなんとかごまかせるかな（笑）                                |                                   |
| 第10回 | 2008年12月12日 | 私、今から良いこと言おうとしています                              |                                   |
| 第11回 | 2008年12月19日 | アイツの吸引力が気になるのだ                                      |                                   |
| 第12回 | 2008年12月26日 | 人はお皿を小さくしていこう（←せめてカレー皿くらい）               |                                   |
| 第13回 | 2009年1月9日   | お寿司とともに「井上喜久子さん（17）ですよね？」                  |                                   |
| 第14回 | 2009年1月16日  | しんどくなったら甘えてみます                                      |                                   |
| 第15回 | 2009年1月23日  | 丼上喜久子って (;´Д｀)                                            |                                   |
| 第16回 | 2009年1月30日  | 古河渚（旧姓）役の中原麻衣です                                    |                                   |
| 第17回 | 2009年2月6日   | お姉ちゃんに、ライバル登場！                                      |                                   |
| 第18回 | 2009年2月13日  | キュンとしてもいいですか☆                                         |                                   |
| 第19回 | 2009年2月20日  | 今回もジェネレーション・ギャップが ＾＾；；；                     |                                   |
| 第20回 | 2009年2月27日  | 冷静になれば簡単なんだから！                                      |                                   |
| 第21回 | 2009年3月6日   | 腰に手をあてて、ちょっと上から目線で                              |                                   |
| 第22回 | 2009年3月13日  | ホール・ケーキの斬新な切り方 ＾＾；；；                           |                                   |
| 第23回 | 2009年3月19日  | ちょっと電波的なものを発信してみました                            |                                   |
| 第24回 | 2009年3月27日  | 麻衣ちゃんにあげたビデオにあるからね                              |                                   |
| 第25回 | 2009年4月3日   | 両方買っちゃえばいいんじゃね                                      |                                   |
| 第26回 | 2009年4月10日  | 最終回は、ハイパー・レインボー・カラーで( ^ ^ )                   |                                   |

- サブタイトルはアニメイトTV配信時に付けられたもの。

## コーナー
おたよりなど（第1回 - 第52回、ハイパー〜 -）
普通のお便り及びフリートーク。
早苗疑惑（第1回 - 第52回）、早苗勘違い疑惑（ハイパー〜 -）
渚の母親にしてはかなり若く見える早苗のように何かごまかしている事、疑わしいものを紹介する。
中原と井上が疑惑を白、グレー、ピンクなどの色で判定する。最高はレインボーカラーだが、色が決まらない時はとりあえずこの色にすることもある。
第50回では、坂上智代役の桑島法子と阪口大助が担当したため、コーナー名が「智代疑惑」であった。
勘違い疑惑からは、募集対象は疑惑から勘違いに変わった。その後は勘違いに対して色をつけるようになる。
カツサンドっ（第1回 - 第26回）、コロッケパンっ（第27回 - 第39回）
渚が勇気を奮い立たせる時はその時に食べたいパンの名前を言うように、自分の勇気を奮い立たせる言葉を紹介する。
真面目な言葉やオリジナルのネタだけではなく、「みんな、オラに元気を分けてくれ!（『ドラゴンボール』）」のような元ネタがあるものも少なくない。
コーナー名は、野中藍がゲストだった第35回は「ヒトデパンっ」、広橋涼と神田朱未のふたりがゲストだった第39回は「シナモンロールっ」、置鮎龍太郎がゲストだった特別版（ラジオCD Vol.1に収録）では「アンドーナツっ」になった。
蔵納戸（第1回 - 第51回、不定期）
蔵や納戸（同じ用途として物置も可）に眠る家族との絆を結ぶ逸品や蔵にまつわる心温まるエピソードを紹介する。
「蔵納戸（くらなんど）」は「CLANNAD」のもじり。
第27回から第39回の間はコーナー名が「俺のこの手が蔵納戸」になった。この間のタイトルコールは春原陽平役の阪口大助。
おまえにレインボー（第29回 - 第52回）、おまえにハイパーレインボー（ハイパー〜 -）
渚の父親である秋生の台詞「おまえにレインボー！」と思わず言ってあげたくなるようなエピソードを紹介する。
第39回からのタイトルコールは、秋生役の置鮎龍太郎によるもの。置鮎が特別版にゲスト出演するまでは、タイトルコールがなかった。
ハイパーレインボーからは、ラジオタイトルにあわせてタイトルが変更された。
古河パン販売促進会議（第40回 - 第52回）、古河パン販売戦略会議（ハイパー〜 -）
古河パンが売れる宣伝文句を考える。売れそうな宣伝文句は渚が、売れなさそうな宣伝文句は早苗が紹介する。販売戦略会議からはそれぞれの宣伝文句で売れそうか売れなさそうかについて置鮎がジャッジを行うようになる。
古河パン祭り（不定期）
TVアニメ中で作られた早苗のオリジナリティあふれるパンを実在のパン職人に作ってもらい、中原と井上が試食する。
第7回センベイパン、第10回ヒトデパン、第43回バナナパン（この回は中原と井上が番組内で調理した）。
キズナド
俺は大好きだ

## エピソード
- この番組の題名はテレビアニメ版の石原立也監督が、秋生が劇中で言い放った台詞を非常に気に入り、ネットラジオの企画会議で熱心に推した事で決まった。
- この番組の自主規制音は井上が自称する「17歳」の後にみんなでツッコミをする掛け声である「おいおい」を使用している。
- 『CLANNAD』に関する新商品の告知は、常に普通のお便りに紛れているように見せかけて紹介される。その際のペンネームは「ポニ・キャニオ（ポニーキャニオンのもじり）」。加えて第12回からペンネーム「タブ・リエ（音泉の運営会社タブリエ・コミュニケーションズのもじり）」が新しく登場した。ポニ・キャニオは男性、タブ・リエは女性という設定である。
- 音泉の番組出演者からゲストを招いてその番組を紹介する『〜飯塚雅弓の月刊ラジオグランプリ〜 ともだち100人できるからっ♪』の第30回（2007年11月27日配信）に井上が出演した。番組内では「早苗疑惑」のコーナーを行った。
- 井上が自分のイベント「昼カラ♪夕カラ♪パート2（2008年1月20日開催）」でCLANNADの光坂高校の制服のコスプレをしたことから、第18回配信でアニメで早苗の制服姿が見たいという話になった。この配信を聴いたゲームの原画担当の樋上いたるから「渚の早苗エプロン姿と早苗の光坂高校制服姿(つまり両者の服装が通常と入れ替わっている)」が描かれた色紙が送られてきたことが第21回配信で紹介されるとともにその色紙は音泉のサイトで公開され、リスナーにプレゼントされた。なお、発端となった井上のコスプレ姿は自身の公式サイトにおいてファンクラブ会員限定で公開されている。
- 節目の回には通常とは異なる配信となる。これらの回では中原と井上はゲストとは全く絡まない。
- 第52回（最終回）：2008年9月27日にエンターブレイン本社内のイベントスペース「WinPa」で開催された公開録音の模様を配信。同時に『渚と早苗のおまえにレインボー』が最終回であることがサプライズとして告げられ、直後に、さらにサプライズゲストとして置鮎が登場し、リニューアル番組『渚と早苗と秋生のおまえにハイパーレインボー』の開始告知と第1回の収録が行われた。この回は公開録音であったため、『ハイパーレインボー』の存在はこの回が配信されるまで秘密とされた。

## ラジオCD
「特別録りおろしCD」以外はいずれも配信分をアレンジして高音質MP3（128kbps）で収録したデータCDと新規録りおろしラジオを収録したオーディオCDの2枚組になっている。発売/販売はタブリエ・コミュニケーションズ/ポニーキャニオン。なお、配信時の音質は音泉が20kbps、アニメイトTVが48kbpsである。
渚と早苗のおまえにレインボー Vol.1
2008年6月18日発売。第1回 - 第13回配信分を収録したデータCDと、ゲストに置鮎龍太郎（古河秋生）を迎えて新規録音したオーディオCDの2枚組。
渚と早苗のおまえにレインボー Vol.2
2008年10月15日発売。第14回 - 第26回配信分を収録したデータCDと、広橋涼（藤林杏）と神田朱未（藤林椋）の二人がパーソナリティーの「杏と椋のおまえにレインボー」を収録したオーディオCDの2枚組。
渚と早苗のおまえにレインボー Vol.3
2008年11月19日発売。第27回 - 第39回配信分を収録したデータCDと、桑島法子（坂上智代）と阪口大助（春原陽平）の二人がパーソナリティーの「智代と春原のおまえにレインボー」を収録したオーディオCDの2枚組。
渚と早苗と秋生のおまえにハイパーレインボー 特別録りおろしCD
2008年12月28日発売。他の商品とは異なり井上喜久子（古河早苗）と阪口大助（春原陽平）の二人がパーソナリティーの「早苗と春原のおまえにハイパーレインボー」を収録したオーディオCD1枚のみ。ジーストア・ドット・コムとイベントのみの限定販売商品『CLANNAD 録りおろしCD付グッズセット』に封入されており、パッケージは透明のプラケースのみでCDの盤面がピクチャーレーベルとなっている。発売日は初めて販売されたコミックマーケット75の開催日初日を記載。
渚と早苗のおまえにレインボー Vol.4
2009年2月18日発売。第40回 - 第52回配信分を収録したデータCDと、皆口裕子（伊吹公子）と野中藍（伊吹風子）の二人がパーソナリティーの「公子と風子のおまえにレインボー」を収録したオーディオCDの2枚組。
渚と早苗と秋生のおまえにハイパーレインボー Vol.1
2009年2月18日発売。第1回 - 第13回配信分を収録したデータCDと、中村悠一（岡崎朋也）と置鮎龍太郎（古河秋生）の二人がパーソナリティーの「朋也と秋生のおまえにハイパーレインボー」を収録したオーディオCDの2枚組。中原麻衣（古河渚）が番組途中から参加。
渚と早苗と秋生のおまえにハイパーレインボー Vol.2
2009年5月29日発売。第14回 - 第26回配信分を収録したデータCDと、中村悠一（岡崎朋也）と置鮎龍太郎（古河秋生）と緑川光（芳野祐介）の三人がパーソナリティーの「朋也と秋生と芳野のおまえにハイパーレインボー」を収録したオーディオCDの2枚組。